# Fred Conrad Koch

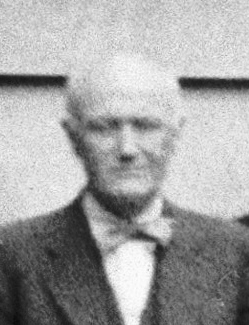
Fred Conrad Koch

Frederick Conrad Koch (16 de maio de 1876 – 26 de janeiro de 1948) foi um bioquímico e endocrinologista norte-americano. 

## Vida
Nascido em Chicago, Illinois, Koch graduou-se pela Universidade de Illinois em 1899. Esteve afiliado à Universidade de Chicago de 1912 a 1941, servindo como chefe do departamento de bioquímica de 1936 a 1941. Aposentou-se como professor emérito e foi diretor de pesquisa biomédica na Armour and Company. Era conhecido principalmente por seu trabalho sobre hormônios sexuais masculinos e função testicular. Serviu como o 19º presidente da Sociedade de Endocrinologia, que em 1957 estabeleceu o Prêmio Fred Conrad Koch de Realização Vitalícia, a mais alta honraria da sociedade.